# Stazione Halley
La base permanente Halley, intitolata alla memoria dell'astronomo Edmond Halley, fu realizzata in Antartide dalla Royal Society in vista della partecipazione inglese all'Anno geofisico internazionale, e occupata il 6 gennaio 1956. Ubicata sulla costa del Mare di Weddell (Brunt Ice Shelf), originariamente a 75°31′ lat. S e 26°36′ long. O, a causa degli accumuli nevosi e della deriva della superficie glaciale, è stata riedificata sei volte; dal 2012 è operativa Halley VI che, dopo il riposizionamento, sorge a 75°34′25″S 25°28′01″W, a 37 m di quota, a circa 15 km dalla linea costiera.

## Clima
Malgrado l'ubicazione della base abbia subito almeno nove variazioni, il catalogo delle temperature, per il periodo 1957-2006, è considerato omogeneo dalla British Antarctic Survey. La media annua è di −18,7 °C (deviazione standard: 1,1 °C). Com'è tipico d'un clima che risenta dell'influsso oceanico, gennaio è il mese più caldo (−4,6 °C), a differenza di quanto accade nelle basi interne, dove il culmine della stagione estiva si raggiunge a dicembre, con la massima elevazione del sole sopra all'orizzonte; il mese più freddo del semestre invernale, invece, è luglio (−28,8 °C). Per quanto riguarda gli estremi termici, la minima registrata è di −55,3 °C (luglio 1974), mentre la massima di 6,8 °C (dicembre 1995). La base si caratterizza per l'alta frequenza delle nebbie (record: 189 giorni nel 1968); le precipitazioni, infine, avvengono solo in forma nevosa (record: 223 giorni nel 1997).
La storia climatica mette in evidenza un forte raffreddamento intervenuto a cavallo del terzo millennio che, in un'analisi condotta sulla media mobile quinquennale, si mostra in perfetta sincronia con l'analoga fase di pessimum registrata ad Amundsen-Scott. Per quanto riguarda la media decennale delle temperature annue, questo è il quadro:
- 1957-66 −18,98 °C
- 1967-76 −18,32 °C
- 1977-86 −18,13 °C
- 1987-96 −18,57 °C
- 1997-06 −19,53 °C

## Logistica e identificativi
Halley, i cui cinque edifici sono dislocati su una superficie di 9,2 km², durante la stagione invernale ospita, in media, 15 persone, ma può arrivare a una capienza massima di 65 persone durante l'estate. Per la sua operatività, utilizza 307 m3 di combustibile e 750 m3 d'acqua. La base fa parte della rete dell'Organizzazione meteorologica mondiale: il codice identificativo è 89022.